# Åkerbo, Bankekinds, Hanekinds, Memmings och Skärkinds häraders domsaga
Åkerbo, Bankekinds, Hanekinds, Memmings och Skärkinds häraders domsaga var en domsaga i Östergötlands län, bildad 1680. År 1853 övergick Memmings och Skärkinds härader till andra domsagor och återstoden bilade då Åkerbo, Bankekinds och Hanekinds domsaga. I perioden mellan 1781 och 1805 var domsagan delad i  Bankekind och Hanekinds häraders domsaga och Åkerbo, Memmings och Skärkinds häraders domsaga.
Domsagan lydde under Göta hovrätt och omfattade häraderna Åkerbo, Bankekind, Memming, Skärkind och Hanekind.

## Tingslag
- Åkerbo tingslag
- Bankekinds tingslag
- Hanekinds tingslag
- Memmings tingslag
- Skärkinds tingslag

## Häradshövdingar
| Ämbetstid | Namn                 | Levandstid |
| --------- | -------------------- | ---------- |
| 1680-1681 | Johan Gripenwaldt    |            |
| 1681-1682 | Germund Palmstedt    |            |
| 1682-1684 | Mauritz Ludvig Holst |            |
| 1684-1699 | Germund Palmstedt    |            |
| 1699-1718 | Johan Lundius        |            |
| 1718-1719 | Axel Palmfelt        |            |
| 1719-1733 | Johan Haumbler       |            |
| 1733-1736 | Georg Monthan        |            |
| 1736-1747 | Jonas Bergenstråhle  |            |
| 1747-1780 | Lars Låstbom         |            |
| 1781-1804 | delad domsaga        |            |
| 1805-1852 | Gustaf von Röök      |            |